# Pohénégamook
Pohénégamook é uma cidade localizada na província de Quebec no Canadá.